# Jindřich II. Bavorský
Jindřich II. Bavorský zvaný Svárlivý či také Hašteřivý (něm. Heinrich der Zänker, 951 – 28. srpna 995 klášter Gandersheim) byl bavorský a korutanský vévoda, markrabě veronský a oponent vlády otonských císařů, s nimiž byl příbuzný.

## Život
Jindřich byl synem bavorského vévody Jindřicha I. a Judity, dcery Arnulfa Bavorského. Po smrti svého strýce a císaře Oty I. v květnu 973 na sněmu ve Wormsu Jindřich napadl dědická práva svého bratrance Oty II. a roku 974 vyvolal po smrti švagra Burkharda ve Švábsku nepokoje, když se marně snažil prosadit vdovská práva své sestry Hadwigy. Ota však prosadil na švábský vévodský stolec dalšího bratrance Otu Švábského. Jindřich Svárlivý uzavřel spojenectví s biskupem Abrahamem z Freisingu a s polským knížetem Měškem a jeho švagrem, českým knížetem Boleslavem. Poté byl Jindřich Otou obeslán, aby se dostavil k říšskému sněmu pro podezření ze spiknutí a tam byl zajat a uvězněn v Ingelheimu.
Roku 976 se Jindřichovi podařilo z vězení utéct a zorganizovat proti vládnoucímu bratranci Otovi II. skutečné povstání. Následně byl církví exkomunikován, nevydržel vojenský tlak císařských vojsk a uchýlil se do českého exilu. Přišel o svá panství.
| „                     | Roku od Vtělení Páně 976 bavorský vévoda Jindřich, zbavený cti a vyobcovaný z církve, uprchl do Čech. Zatímco pobýval u knížete Boleslava, císař proti němu vytáhl s velikým vojskem, ale vůči žádnému z nich ničeho nedosáhl. | “ |
| — Dětmar z Merseburku | |   |

Císař byl českými sbory poražen a z Čech se stáhl. Jindřich poté hledal azyl v Pasově. Roku 978 se Otovi podařilo Jindřichovu vzpouru potlačit a o Velikonocích císař provinilce společně s Jindřichem Korutanským a Ekbertem Jednookým vsadil do vězení v Utrechtu. Zde vzbouřenci zůstali uvězněni až do Otovy nečekané smrti v Římě roku 983.

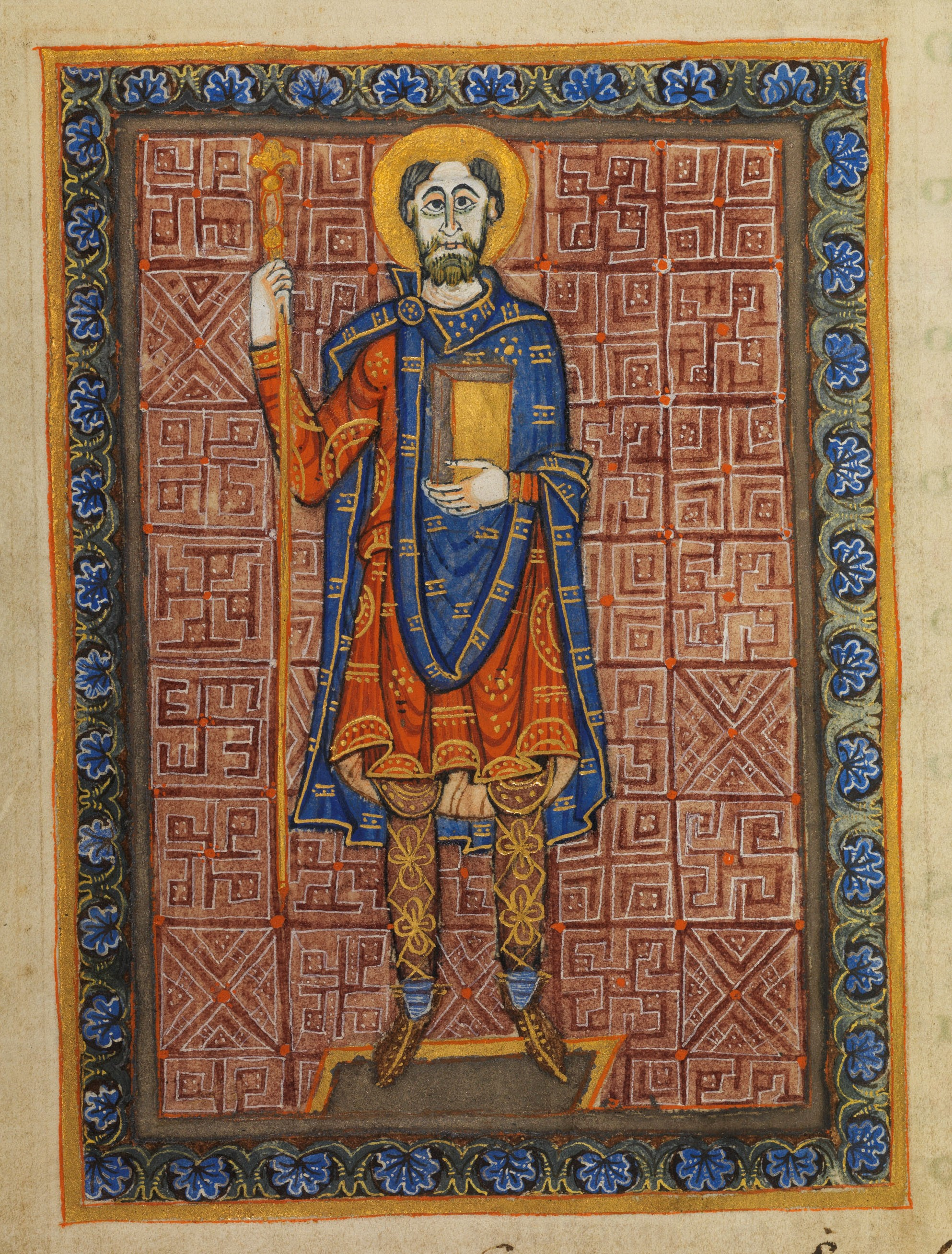
Jindřich Svárlivý

Jindřich Svárlivý byl propuštěn z vězení a od kolínského arcibiskupa Warina dostal z titulu bratrance zesnulého císaře na vychování tříletého následníka trůnu Otu III. Ve snaze získat osiřelý trůn využil situace a Otu unesl.
| „                                 | Chce ten, jenž se pokusil usmrtit dva Oty, nechat třetího naživu? | “ |
| — z dopisu remešského arcibiskupa |                                                                   |   |

O Velikonocích roku 984 se v Quedlinburgu nechal zvolit králem.
| „                     | Během svátků Jindřicha nazvali jeho stoupenci otevřeně králem a zpívali na jeho počest oslavné hymny... potvrdili mu přísahami podporu jako svému králi a vládci. | “ |
| — Dětmar z Merseburku | |   |

Z rukou vévody Jindřicha malého Otu vysvobodila říšská knížata vedená mohučským arcibiskupem. Předání proběhlo nakonec bez boje, Jindřich věděl, že prohrál a nemá žádnou oporu a po vzájemném vyjednávání se v bázni Boží a pro blaho země vzdal, nechal si jen Bavorsko a předal chlapce do rukou jeho příznivců. Ke konečnému smíru však došlo až ve Frankfurtu.
| „                        | Když královské dítě Ota III. přišlo do Frankfurtu, přišel tam i on a podrobil se, jak se sluší, aby unikl trestu za svoji nesvéprávnou vzpouru... když se poddával královskému chlapci jako lennímu pánovi, jejž jako sirotka zajal a jehož říše se chtěl násilím zmocnit. Slíbil mu sloužit jako opravdu věrný služebník, pro sebe nepožadoval nic než život a prosil o milost... | “ |
| — Quedlinburské letopisy | |   |

Poté si Jindřich se zbraní v ruce opět získal bavorské vévodství a zemřel roku 995 při návštěvě své sestry Gerbergy, abatyše v Gandersheimu, kde jej zastihla náhlá choroba. Před smrtí ještě stačil poslat pro syna Jindřicha a předat mu vévodství. Byl pohřben v klášterním kostele.